# Stictoptera obscurior
Stictoptera obscurior är en fjärilsart som beskrevs av Embrik Strand 1917. Stictoptera obscurior ingår i släktet Stictoptera och familjen nattflyn. Inga underarter finns listade i Catalogue of Life.